# Ján Zápotoka
Ján Zápotoka (ur. 23 marca 1988 w Bardejowie) – słowacki piłkarz występujący na pozycji pomocnika.

## Życiorys
Zápotoka jest wychowankiem klubu ze swojego rodzinnego miasta – BŠK Bardejov, jednak większą część swojej kariery spędził w MFK Dubnica. 13 sierpnia 2009 roku podpisał czteroletni kontrakt z Lechem Poznań. W lutym 2011 roku został wypożyczony do swojego byłego zespołu, MFK Dubnica, rozgrywając 13 spotkań. W 2012 roku rozstał się z Lechem, a na sezon 2012/2013 ponownie wrócił do Dubnicy.

## Sukcesy

### Lech Poznań
- Mistrzostwo Polski (1): 2009/10